# Johannes von Rechede
Johannes von Rechede (* im 13. oder 14. Jahrhundert; † 1347) war Domherr in Münster.

## Leben
Johannes von Rechede entstammte der münsterländischen ritterbürtigen Familie von Rechede, die ihren Ursprung Ende des 11. Jahrhunderts in der Landesburg Rechede bei Olfen hatte. Seine genaue Herkunft ist nicht überliefert. Er findet erstmals am 30. September 1322 als Domherr zu Münster urkundliche Erwähnung. Dieses Amt übte er bis 1335 aus. Über seinen weiteren Lebensweg gibt die Quellenlage keinen Aufschluss.